# جیمز مارشال (هنرپیشه)
جیمز مارشال (انگلیسی: James Marshall؛ زادهٔ ۲ ژانویهٔ ۱۹۶۷) بازیگر اهل ایالات متحده آمریکا است. وی از سال ۱۹۸۵ میلادی تاکنون مشغول فعالیت بوده‌است.
از فیلم‌ها یا برنامه‌های تلویزیونی که وی در آن نقش داشته است، می‌توان به چند مرد خوب، توئین پیکس: با من بر آتش برو، انجامش نده و بازآیند اشاره کرد.